# Jacynthe Maloneyová
Jacynthe (Jacinthe) Maloneyová (* 26. března 1978) je bývalá kanadská zápasnice – judistka a grapplerka.

## Sportovní kariéra
S judem začínala ve 12 letech v rodném Port-Cartieru pod vedením Steve Trudela. Vrcholově se připravovala v Montréalu pod vedením Hiroši Nakamury a reprezentačního trenéra Sylvaina Héberta. V kanadské ženské reprezentaci se pohybovala od roku 1997 v těžké váze nad 78 (72) kg, ve které se v roce 2000 nekvalifikovala na olympijské hry v Sydney. Od stejného roku startovala i v nižší v polotěžké váze do 78 kg. V roce 2003 přišla o pozici reprezentační jedničky na úkor Amy Cottonové, se kterou prohrála v kanadské olympijské start na olympijských hrách v Athénách. V dalších letech se specializovala příbuzný sport brazilské jiu-jitsu.

## Výsledky
| Turnaj                  | 1996       | 1997       | 1998       | 1999       | 2000      | 2001      | 2002      |
| Turnaj                  | 18         | 19         | 20         | 21         | 22        | 23        | 24        |
| Turnaj                  | těžká váha | těžká váha | těžká váha | těžká váha | polotěžká | polotěžká | polotěžká |
| ----------------------- | ---------- | ---------- | ---------- | ---------- | --------- | --------- | --------- |
| Olympijské hry          | —          |            |            |            | —         |           |           |
| Mistrovství světa       |            | —          |            | —          |           | úč.       |           |
| Panamerické hry         |            |            |            | 5.         |           |           |           |
| Panamerické mistrovství | —          | 3.         | —          | 1.         | —         | 2.        | 3.        |
| MS juniorů              | úč..       |            |            |            |           |           |           |